# Eurozone

Eurozone
EU-lidstaat die de euro gaat invoeren (WKM-II-lidstaat)
Overige EU-lidstaten
EU-lidstaten met een uitzonderingsbepaling betreffende invoering van de euro
Gebieden buiten de EU die de euro gebruiken krachtens een overeenkomst
Gebieden buiten de EU die de euro gebruiken zonder een overeenkomst met de EU

De eurozone (of eurosysteem, eurolanden, eurogebied) is de verzamelnaam voor de landen van de Europese Unie die de euro als munt hebben. De Europese Centrale Bank is verantwoordelijk voor het monetair beleid binnen de eurozone.

## EU-landen met de euro als munt
Sinds 1 januari 2023 telt de Europese Unie 20 euro-landen.
| Lidstaat    | Eurozone sinds | Voormalige munteenheid |
| ----------- | -------------- | ---------------------- |
| België      | 1 januari 2002 | Belgische frank        |
| Duitsland   | 1 januari 2002 | Duitse mark            |
| Portugal    | 1 januari 2002 | Portugese escudo       |
| Spanje      | 1 januari 2002 | Spaanse peseta         |
| Finland     | 1 januari 2002 | Finse mark             |
| Frankrijk   | 1 januari 2002 | Franse frank           |
| Griekenland | 1 januari 2002 | Griekse drachme        |
| Ierland     | 1 januari 2002 | Iers pond              |
| Italië      | 1 januari 2002 | Italiaanse lire        |
| Luxemburg   | 1 januari 2002 | Luxemburgse frank      |
| Nederland   | 1 januari 2002 | Nederlandse gulden     |
| Oostenrijk  | 1 januari 2002 | Oostenrijkse schilling |
| Slovenië    | 1 januari 2007 | Sloveense tolar        |
| Cyprus      | 1 januari 2008 | Cypriotisch pond       |
| Malta       | 1 januari 2008 | Maltese lire           |
| Slowakije   | 1 januari 2009 | Slowaakse kroon        |
| Estland     | 1 januari 2011 | Estische kroon         |
| Letland     | 1 januari 2014 | Letse lats             |
| Litouwen    | 1 januari 2015 | Litouwse litas         |
| Kroatië     | 1 januari 2023 | Kroatische kuna        |

1. ↑  Inclusief Akrotiri en Dhekelia, exclusief Noord-Cyprus.

## EU-lidstaten die de euro (nog) niet gebruiken
Zeven lidstaten van de Europese Unie gebruiken de euro (nog) niet. Op Denemarken na zijn al deze landen verplicht om op termijn de euro in te voeren.
| Lidstaat   | EU-lid sinds   | Munteenheid       | Verwachte invoeringsdatum |
| ---------- | -------------- | ----------------- | ------------------------- |
| Denemarken | 1 januari 1973 | Deense kroon      | Niet bekend               |
| Zweden     | 1 januari 1995 | Zweedse kroon     | Niet bekend               |
| Tsjechië   | 1 mei 2004     | Tsjechische kroon | Niet bekend               |
| Hongarije  | 1 mei 2004     | Hongaarse forint  | 2010 (niet gehaald)       |
| Polen      | 1 mei 2004     | Poolse złoty      | Niet bekend               |
| Bulgarije  | 1 januari 2007 | Bulgaarse lev     | 1 januari 2026            |
| Roemenië   | 1 januari 2007 | Roemeense leu     | Niet bekend               |

## Niet-EU-landen met de euro als munt

### Binnen Europa
| Land         | De facto sinds | De jure sinds     | Voormalige munteenheid                        |
| ------------ | -------------- | ----------------- | --------------------------------------------- |
| Monaco       | 1 januari 2002 | 1 januari 2002    | Franse frank (officieel Monegaskische frank)  |
| San Marino   | 1 januari 2002 | 1 januari 2002    | Italiaanse lire (officieel San Marinese lire) |
| Vaticaanstad | 1 januari 2002 | 1 januari 2002    | Italiaanse lire (officieel Vaticaanse lire)   |
| Andorra      | 1 januari 2002 | 1 juli 2013       | Franse frank en Spaanse peseta                |
| Kosovo       | 1 januari 2002 | Geen overeenkomst | Duitse mark                                   |
| Montenegro   | 1 januari 2002 | Geen overeenkomst | Duitse mark                                   |

Monaco, San Marino en Vaticaanstad hadden alle drie een monetaire overeenkomst met respectievelijk Frankrijk en Italië waardoor ze meteen konden overgaan op de euro en hun eigen munten mogen slaan.
De munten van San Marino en Vaticaanstad worden geslagen in Rome, deze van Monaco in Parijs. Ondanks dat de normale munten Europees mogen worden gebruikt zijn deze vooral voor verzamelaars.
Andorra geniet een speciale behandeling van de Europese Unie. Andorra wordt bijvoorbeeld gelijkgesteld met leden van de EU voor de handel in vervaardigde goederen, maar niet voor landbouwproducten. Het dwergstaatje had – in tegenstelling tot de andere kleine Europese staten – lange tijd geen eigen euromunten. Andorra had nooit een monetaire overeenkomst met Frankrijk of Spanje afgesloten maar mocht de Franse frank en de Spaanse peseta gewoon gebruiken. Toen Frankrijk en Spanje overgingen op de euro, deed Andorra de facto hetzelfde maar het land had geen overeenkomst met de Europese Unie. Tussen 2004 tot 2011 onderhandelden Andorra en de EU over zo'n overeenkomst om de euro tot de officiële munteenheid van Andorra te maken en het land heeft hiervoor zijn gehele bancaire stelsel aan de wensen van de EU aangepast. Op 30 juni 2011 werd bekendgemaakt dat Andorra en de EU een overeenkomst hadden afgesloten en hiermee werd de euro per 1 juli 2013 de officiële munteenheid van Andorra. Sindsdien mag het land eigen munten slaan maar het land brengt geen papiergeld uit.
Niettegenstaande de vier bovengenoemde landen de euro als officiële betaalmiddel mogen gebruiken, zijn zij geen officiële leden van de eurozone aangezien ze geen leden van de Europese Unie zijn.
Montenegro voerde in 1999 de Duitse mark in om te ontkomen aan de hyperinflatie van Federale Republiek Joegoslavië. Kosovo voerde onder VN-bestuur eveneens in 1999 de Duitse mark in met als doel de relatie tussen Joegoslavië en Kosovo te versoepelen en de economie weer op gang te krijgen. Toen Duitsland op 1 januari 2002 overging op de euro, deden Montenegro en Kosovo de facto hetzelfde maar zonder overeenkomst met de EU.

### Overig
Op 29 januari 2009 verkondigde de regering van Zimbabwe dat het vanaf dat moment toegestaan was om met buitenlandse valuta te betalen, iets wat voorheen verboden was; een verbod dat vanwege de toenmalige hyperinflatie toch al massaal genegeerd werd. Hoewel in 2024 de ZiG als nieuwe Zimbabwaanse munteenheid werd ingevoerd, worden een aantal buitenlandse munteenheden waaronder Amerikaanse dollar, de Zuid-Afrikaanse rand, het Britse pond en de euro nog steeds als betaalmiddel gebruikt.

## Overzeese gebiedsdelen
De euro is ook ingevoerd in de ultraperifere gebieden van de Europese Unie, gebiedsdelen van een lidstaat waar de EU-wetgeving geldt.
| Naam                | Lidstaat  | Continent     | Politieke aanduiding         | Voormalige munteenheid |
| ------------------- | --------- | ------------- | ---------------------------- | ---------------------- |
| Guadeloupe          | Frankrijk | Noord-Amerika | Frans overzees departement   | Guadeloupe frank       |
| Martinique          | Frankrijk | Noord-Amerika | Frans overzees departement   | Martinikaanse frank    |
| Saint-Martin        | Frankrijk | Noord-Amerika | Franse overzeese gemeenschap | Guadeloupe frank       |
| Mayotte             | Frankrijk | Afrika        | Frans overzees departement   |                        |
| Réunion             | Frankrijk | Afrika        | Frans overzees departement   | Réunion frank          |
| Frans-Guyana        | Frankrijk | Zuid-Amerika  | Frans overzees departement   | Frans-Guyaanse frank   |
| Azoren              | Portugal  | Europa        | Autonome regio               | Portugese escudo       |
| Madeira             | Portugal  | Afrika        | Autonome regio               | Portugese escudo       |
| Canarische Eilanden | Spanje    | Afrika        | Autonome gemeenschap         | Spaanse peseta         |

De euro is ook ingevoerd in twee Franse gebieden met de status landen en gebieden overzee (gebieden die geen deel uitmaken van het grondgebied van de lidstaat, maar waar de burgers wel de nationaliteit van de lidstaat bezitten) en in de Franse Zuidelijke en Antarctische Gebieden.
| Naam                                       | Lidstaat  | Continent            | Politieke aanduiding         | Voormalige munteenheid         |
| ------------------------------------------ | --------- | -------------------- | ---------------------------- | ------------------------------ |
| Saint-Barthélemy                           | Frankrijk | Noord-Amerika        | Franse overzeese gemeenschap | Guadeloupe frank               |
| Saint-Pierre en Miquelon                   | Frankrijk | Noord-Amerika        | Franse overzeese gemeenschap | Saint-Pierre en Miquelon frank |
| Franse Zuidelijke en Antarctische Gebieden | Frankrijk | Afrika en Antarctica | Frans overzees gebied        |                                |

## Toekomstige eurolanden

Eurozone:
Leden van de eurozone
WKM-II-lidstaat
WKM-II-lidstaat met uitzonderingsclausule (1: Denemarken)
Overige EU-leden

De 27 EU-landen zijn verplicht om de euro in te voeren, zodra het betreffende land aan de monetaire eisen voldoet. Denemarken en het Verenigd Koninkrijk hebben tijdens de onderhandelingen van het Verdrag van Maastricht, waar de komst van de EMU werd vastgelegd, een uitzonderingspositie weten te bedingen. Dit houdt in dat, na het vertrek van het Verenigd Koninkrijk uit de EU, alleen Denemarken niet verplicht is de euro in te voeren. Het staat het land vrij om deze uitzonderingspositie, naar eigen inzicht en op een zelf gekozen moment, op te geven.
Dat geldt niet voor de tien nieuwe lidstaten. Uitzonderingsclausules waren bij hun toetreding niet aan de orde, en de euro was dus onderdeel van hun "toetredingspakket". De bevolking was hiervan op de hoogte; een stem voor toetreding tot de EU in de referenda voorafgaande aan de uitbreiding van 2004, was tegelijkertijd ook een stem voor de euro. Desondanks was de Poolse president Lech Kaczyński van plan een referendum te organiseren over de toetreding van Polen tot de euro, dit tot ongenoegen van eurocommissaris Joaquín Almunia, die Polen eraan herinnerde geen uitzonderingsbepaling te hebben.
De Europese Centrale Bank en de Europese Commissie publiceren een keer in de twee jaar samen een zogenaamd Convergentieverslag waarin per EU-lidstaat die niet aan de euro deelneemt beschreven wordt in hoeverre het economisch en politiek aan de voorwaarden van toetreding tot de euro voldoet.

### Denemarken
Denemarken, sinds 1973 lid van de Europese Unie, verwierp in juni 1992 het Verdrag van Maastricht. Denemarken bedong uitzonderingen op het Verdrag betreffende de eenheidsmunt (euro), de gemeenschappelijke defensie, de juridische samenwerking en het Europees burgerschap. Bij een volksraadpleging op 28 september 2000 stemde 53,1 procent van de Deense bevolking tegen invoering van de euro.
Op 22 november 2007 werd door de toenmalige Deense premier Anders Fogh Rasmussen een nieuw referendum over de invoering van de euro aangekondigd. Volgens Rasmussen is er sinds het eerste referendum veel veranderd en is het tijd om de zaken te heroverwegen. Het referendum over de euro zal plaatsvinden zodra het Deense parlement het nieuwe EU-hervormingsverdrag heeft bekrachtigd. Volgens opiniepeilingen zou inmiddels een kleine meerderheid van de Deense bevolking voorstander van invoering van de euro zijn.

### Zweden
Zweden, dat in 1995 tot de EU toetrad, kon bij de onderhandelingen in 1993 over het Verdrag van Maastricht geen uitzonderingspositie bedingen. Formeel is Zweden hierdoor verplicht de euro in te voeren zodra het aan de monetaire eisen voldoen, maar het land heeft kennelijk besloten de invoering uit te stellen door simpelweg niet toe te treden tot het Europees Wisselkoersmechanisme-II (WKM II), een van de belangrijkste eisen om mee te mogen doen aan de euro. De opstelling van Zweden lijkt door de EU gedoogd te worden.

## Deelnemende landen WKM II
Op 28 juni 2004 traden Estland, Litouwen en Slovenië toe tot het Europees Wisselkoersmechanisme-II (WKM II), waar op dat moment alleen Denemarken nog toe behoorde (het Verenigd Koninkrijk werd op 16 september 1992, "zwarte woensdag", door toedoen van wisselkoersspeculanten gedwongen het mechanisme te verlaten).
Op 2 mei 2005 traden Cyprus, Letland en Malta toe tot het mechanisme. Op 28 november 2005 volgde ook Slowakije.
Zodra een land overgaat op de euro als munteenheid, verlaat het automatisch het WKM II. Als gevolg hiervan maakt Slovenië er sinds 1 januari 2007 geen deel meer van uit. Hetzelfde geldt sinds 1 januari 2008 voor Cyprus en Malta, sinds 1 januari 2009 voor Slowakije, sinds 1 januari 2011 voor Estland, sinds 1 januari 2014 voor Letland en sinds 1 januari 2015 voor Litouwen.
Per saldo was sinds de Litouwse overgang op de euro Denemarken nog het enige deelnemend land aan het WKM II. Dit is sinds 11 juli 2020 niet meer het geval, omdat Kroatië en Bulgarije toen toetraden tot het wisselkoersmechanisme. Per 1 januari 2023 is Kroatië overgegaan op de euro.

## Inflatie
Inflatie in de eurozone berekend volgens de HICP (Harmonized Indices of Consumer Prices), de Europese normindex om de inflatiecijfers tussen de verschillende landen te kunnen vergelijken.
| Jaar | Index  | Percentage |
| ---- | ------ | ---------- |
| 1999 | 87,85  | 1%         |
| 2000 | 89,69  | 2%         |
| 2001 | 91,80  | 2,8%       |
| 2002 | 93,86  | 1,9%       |
| 2003 | 95,81  | 1,9%       |
| 2004 | 97,86  | 2,1%       |
| 2005 | 100,00 | 2,2%       |
| 2006 | 102,18 | 2,2%       |
| 2007 | 104,36 | 2,1%       |
| 2008 | 107,78 | 3,3%       |
| 2009 | 108,09 | 0,3%       |
| 2010 | 109,84 | 1,6%       |
| 2011 | 112,83 | 2,7%       |
| 2012 | 115,64 | 2,5%       |
| 2013 | 117,20 | 1,3%       |

Bron: Eurostat.

## Trivia
De 12 EU-landen die op 1 januari 2002 de euro als wettig betaalmiddel hebben ingevoerd, kun je met het ezelsbruggetje ding flof bips onthouden.
Op 7 januari 2011 kwam het Genootschap Onze Taal, na een speciaal hiervoor uitgeschreven prijsvraag, met het nieuwe ezelsbruggetje sms ff bondige clips, waarin ook de landen die later (in 2007, 2008, 2009 en 2011) zijn toegetreden zijn inbegrepen.